# Pulo Tu
Pulo Tu is een bestuurslaag in het regentschap Pidie van de provincie Atjeh, Indonesië. Pulo Tu telt 214 inwoners (volkstelling 2010).